# Justyna Korytkowska
Justyna Korytkowska (ur. 12 marca 1986) – polska lekkoatletka, specjalistka od długich dystansów.

## Kariera
Zawodniczka LŁKS Prefbet Śniadowo Łomża jest wielokrotną medalistką mistrzostw w kraju w różnych kategoriach wiekowych, większość medali zdobyła startując na dystansie 3000 metrów z przeszkodami.

## Rekordy życiowe
- bieg na 3000 metrów z przeszkodami – 9:45,24 (2011)
- bieg na 3000 metrów – 9:10,12 (2014)
- bieg na 5000 metrów – 16:13,98 (2014)
- bieg na 10 000 metrów – 34:53,41 (2013)